# 小盾寄蝇属
小盾寄蝇属（学名：Timavia）为寄蝇科的一个属。

## 下属物种
本属包括以下物种：
- 松毛虫小盾寄蝇 Timavia amoena Meigen